# Armored Dawn
Armored Dawn foi uma banda brasileira de heavy metal fundada em 2014 na cidade de São Paulo pelo vocalista, pianista e flautista Eduardo "Parras" Parrillo, recrutando para a formação inicial os guitarristas Timo Kaarkoski e Thiago de Moura, o baixista Fernando Giovannetti, o tecladista (e também guitarrista) Rafael Agostino e o baterista Guga Bento.
Em sua breve história a banda alcançou alguns feitos notáveis. Foi descrita por diversos veículos como "uma das revelações do viking metal e do heavy metal brasileiro" nos últimos anos.
A banda ganhou notoriedade fora do cenário do heavy metal após um dos seus integrantes e fundador, Eduardo "Parras" Parrillo ter vindo à público como um dos sócios-fundadores, juntamente com seu irmão Fernando Parrillo (Dr. Pheabes), da empresa de assistência médica Prevent Senior, investigada pela CPI da COVID-19 por envolvimento num esquema de distribuição e receita massiva de medicamentos com eficácia não-comprovada contra a COVID-19, em consonância com o Ministério da Saúde e o "gabinete paralelo" do presidente Jair Bolsonaro.
No dia 30 de setembro de 2021, o baixista Fernando Quesada deixa seu posto na banda. Na mesma data, o Armored Dawn anuncia seu fim.

## Carreira
Em 2013 e 2014, quando ainda se chamava Mad Old Lady a banda abriu shows para o Alcatrazz, Marillion e Offspring.
O Armored Dawn desde seu surgimento figura entre os principais nomes do Metal mundial, dentre essas participações estão em 2015 como parte do line up no cruzeiro do Mötorhead, o famigerado Motorboat, além de realizar a abertura dos shows da Tarja Torunen e Symphony X. Em 2016, o sexteto paulista abre o show do Megadeth pela Dystopia World Tour, e logo após também divide palco ao lado dos suecos da banda Sabaton. Até então a banda participava dos esforços de divulgação do álbum Power of Warrior que incluí seu primeiro tour internacional.
Dando início a uma estrutura sonora mais pesada e atendendo o que o conceito da banda exigia para o momento, o baterista Guga Bento deixa as baquetas. Para seu lugar foi recrutado o baterista do Korzus, Rodrigo Oliveira. 
Na transição de 2016 a 2017, já em retorno de seu primeiro tour na Europa, a banda é convidada a participar do festival BMU Legends que ocorreria em fevereiro de 2017. Devido a sua temática voltada as culturas dos povos nativos da Escandinávia, a banda também recebe o convite para compor o cast do maior festival de música Folk da América Latina, o Dark Dimensions Folk Festival, que além da Armored Dawn contou com line-up composto por nomes como Elvenking (Itália), Kalevala (Rússia) e o headliner por conta do Ensiferum (Finlândia). Além dos festivais a banda compôs a abertura da 20th Anniversary Farewell Tour da banda italiana Rhapsody Reunion.
Em 2018, o Armored Dawn já inicia abrindo o show da banda inglesa Saxon, além da participação apenas dois dias antes de um dos maiores festivais de viking metal do Brasil, o Thorhammerfest, que teve em seu line-up Futhärk (Brasil), Tamuya Thrash Tribe (Brasil), Duo Arcanum (Brasil), Armored Dawn (Brasil), Einher Skald (Argentina), Vilsevind (Suécia), Blot (Noruega) e o headliner a cargo da banda Descrição Månegarm (Suécia).
Seguindo as esteiras do ano de 2018 o Armored Dawn volta aos palcos para a abertura do tour dos alemães da Corvus Corax em São Paulo, também deve-se citar a notória participação no consagrado festival Abril Pro Rock na capital pernambucana Recife, que contou coma banda portuguesa Moonspell como headliner. Essa maratona de shows no ano de 2018 fez parte da divulgação do álbum Barbarians in Black, que contou também com um tour nacional ao lado das bandas Korzus e Noturnall e uma tour europeia ao lado da lendária Hammerfall (Suécia) que passou por países como: Alemanha, Polônia, Hungria, Bulgária, Grécia, Sérvia, Eslovênia e Áustria, e como encerramento das atividades deste período ocorre em dezembro o show de abertura da banda Ian, encabeçada por Mario Ian (Rata Blanca) em Buenos Aires.
Em dezembro de 2018, o baixista Fernando Giovanetti deixa a banda e para seu lugar foi escolhido Heros Trench, também guitarrista no Korzus.
No ano de 2019, a banda se volta para os estúdios para o desenvolvimento de seu terceiro álbum de estúdio, o que não os impediu de ter participações históricas como a abertura do festival Rock Fest, no Allianz Parque, em São Paulo, tido por muitos da indústria midiática especializada como o maior evento do gênero no Brasil, tocando ao lado de Europe (Suécia), Whitesnake (Inglaterra), Megadeth (Estados Unidos) que cede lugar ao Helloween (Alemanha) devido a problemas de saúde envolvendo Dave Mustaine e a lendária Scorpions (Alemanha). Não obstante a banda também é convidada para compor o maior festival musical do Brasil, o Rock in Rio, e uma participação como headliner no festival OktoberFest na edição realizada em São Paulo que contou com uma "special jam" com o vocalista Jimmy London (ex-Matanza).
Em julho de 2020, Fernando Quesada (ex-Shaman e ex-Notturnall) assume as quatro cordas do Armored Dawn passando Heros Trench a ocupar o posto de guitarrista na banda. Desta forma, desde então o Armored Dawn conta com uma trinca de guitarristas.
Em 2020, a banda programa sua tour nacional por ocasião da divulgação de seu mais novo trabalho Viking Zombie intitulada "Armored Dawn Convida" que reuniria grandes nomes da cena nacional como: Korzus, Dr. Sin, Jimmy & The Rats e Medjay. A tour foi adiada devido à pandemia de COVID-19 e em setembro do ano seguinte a banda foi extinta.

## Discografia

### Power Of Warrior(2016)
O álbum Power Of Warrior é considerado o produto inaugural da carreira fonográfica da Armored Dawn, lançado em julho de 2016 pelo selo da AFP Produções Artísticas, sob a produção de Tommy Hansen (Iron Duke, Lindhard Ltd., The Old Man & The Sea) e Fernando Gilvannetti (Aquaria, Wizards, ex-The Supremacy, ex-Uirapuru, Mad Old Lady, Madgator, Sete, ex-Glory Opera, ex-Karma), Exceto a canção "William Fly" com participação de Fabio Lione que foi produzida por Johnny Andrews, a mixagem foi responsável por Peter Tägtgren (Hypocrisy, Pain, Lindemann). Como álbum inaugural a obra alcançou níveis muito bons de aceitação pela crítica especializada, contando com 10 faixas e 1 bonus track ainda compostas no período de Mad Old Lady, mas o álbum ganha contornos mais pesados com a formação do sexteto da Armored Dawn.
Foram lançados os clipes de "Viking Soul", "My Heart" e "Power of Warrior".

#### Faixas
1. "Viking Soul"
2. "Too Blind to See"
3. "Prison"
4. "My Heart"
5. "Power of Warrior"
6. "Far Away"
7. "Mad Train"
8. "Glances in the Dark"
9. "King"
10. "Someone"
11. "William Fly" (The Pirate) - Bonus Track feat. Fabio Lione

### Barbarians In Black(2018)
Barbarians in Black é o segundo álbum de estúdio da Armored Dawn, lançado em 2018 sob o selo da AFM Records, produzido por Kato Khandwala, que já havia trabalhado com nomes como Papa Roach, Paramore e My Chemical Romance, além de Khandwala a produção também ficou a cargo de Bruno Agra que já havia participado junto com Fernando Giovannetti das bandas Aquaria e Uirapuru. Desta vez a mixagem fica sob responsabilidade de Sebastian "Seeb" Levermann vocalista da banda Orden Ogan, apesar de a produção toda do álbum ser estrangeira as gravações ocorreram em São Paulo no Dharma Studios localizado na capital paulista, a arte gráfica da obra assim como o trabalho anterior foi realizada por João Duarte artista gráfico que possui obras com Angra, Metal Church, Viper, Massacration e Torture Squad. Barbarians in Black é um dos álbuns mais simbólicos da banda, com ele a banda alcançou a impressionante marca de quase 2,5 milhões de visualizações no clip de "Beware of the Dragon" no youtube e 150.000 audições da mesma música no Spotify tornando-a um dos hinos ao lado de Sail Away e outros.
Foram lançados clipes das músicas, Beware of the Dragon, Bloodstone, Eyes Behind the Crow, Sail Away e Gods of Metal.

#### Faixas
1. "Beware of the Dragon"
2. "Bloodstone"
3. "Men of Odin"
4. "Chance to Live Again"
5. "Unbreakable"
6. "Eyes Behind the Crow"
7. "Sail Away"
8. "Gods of Metal"
9. "Survivor"
10. "Barbarians in Black"

### Viking Zombie(2019)
O terceiro álbum da banda se trata de uma obra conceitual que busca narrar a história de um viking zumbi, que ganha uma segunda chance nessa terra, porém é arrancado de seu tempo e posto a superar as adversidades que a sociedade moderna impõe a tudo aquilo que se faz diferente, com relação a produção do disco ela fica por conta de Heros Trench e Rodrigo Oliveira, com todas as etapas realizadas no mesmo Dharma Studios, tornando a produção integralmente nacional, tendo sido lançado no dia 18 de outubro de 2019. A música "Ragnarok" atingiu o primeiro lugar em várias rádios do Sul do Brasil, tendo destaque na capa da revista alemã Rock City, uma das mais importantes do país.

#### Faixas
1. "Ragnarok"
2. "Animal Uncaged"
3. "Zombie Viking"
4. "Fire And Flames"
5. "The Eyes Of The Wolves"
6. "Face To Face"
7. "Drowning"
8. "Heads Are Rolling"
9. "Blood On Blood"
10. "Embrace The Silence"
11. "Rain Of Fire"

## Relação com aPrevent Senior
Em setembro de 2021 veio à tona que Eduardo "Parras" Parrillo e seu irmão Fernando Parrillo são sócios-fundadores da empresa de assistência médica Prevent Senior, que estava sendo investigada pela CPI da COVID-19 por haver orientado aos seus médicos a distribuírem o chamado "Kit Covid", contendo medicamentos de eficácia não-comprovada, como Ivermectina e Hidroxicloroquina, inclusive para pacientes sem sintomas e sem testes, em uma espécie de "laboratório humano" não consentido.. Apesar das gravíssimas acusações, a banda chegou a compor a canção "Strong Together", alegando estar inspirando esperança às pessoas frente à pandemia. Após estes acontecimentos virem à tona, a banda foi retirada do line-up do festival Knotfest Brasil, previsto para dezembro de 2022 e encerrou sua conta em algumas redes sociais.

## Integrantes

### Última formação
A última composição da banda (2021) incluía:
- Eduardo "Parras" Parrillo - vocal (2011-2021)
- Thiago de Moura - guitarra (2012-2021)
- Timo Kaarkoski - guitarra (2013-2021)
- Heros Trench - guitarra (2019-2021)
- Rafael Agostino - teclado e guitarra (2012-2021)
- Rodrigo Oliveira - bateria (2016-2021)

### Ex-integrantes
- Fernando Giovannetti - baixo (2013-2018)
- Guga Bento - bateria (2011-2016)
- Fernando Quesada - baixo (2020-2021)